# Покровська сільська рада (Троїцький район)
| Покровська сільська рада — колишній орган місцевого самоврядування у Троїцькому районі Луганської області з адміністративним центром у с. Покровське. Історична дата утворення: в 1917 році. Водоймища на території, підпорядкованій даній раді: річка Гнила. Сільській раді підпорядковані населені пункти: - с. Покровське - с. Богородицьке - с. Давидівка |

## Склад ради
Рада складається з 16 депутатів та голови.

### Керівний склад ради
| ПІБ                      | Основні відомості                                                         | Дата обрання | Дата звільнення |
| ------------------------ | ------------------------------------------------------------------------- | ------------ | --------------- |
| Огеренко Віктор Іванович | Сільський голова, 1960 року народження, освіта, член Партії регіонів      | 26.03.2006   | 31.10.2010      |
| Огеренко Віктор Іванович | Сільський голова, 1960 року народження, освіта вища, член Партії регіонів | 31.10.2010   |                 |

Примітка: таблиця складена за даними джерела